# Suheli Par
Suheli Par är en atoll i Indien.   Den ligger i delstaten Lakshadweep, i den sydvästra delen av landet, 2 100 km söder om huvudstaden New Delhi.